# Тотем вовка (фільм)
«Тотем вовка» (кит.: 狼图腾, фр. Le Dernier Loup) — китайський драматичний фільм, знятий Жаном-Жаком Анно за однойменним напівавтобіографічним ромАнном Лю Цзяміня 2004 року видання. Світова прем'єра стрічки відбулась 7 лютого 2015 року на Європейському кіноринку. У китайський широкий прокат «Тотем вовка» вийшов 19 лютого 2015 року, а у французький — 25 лютого. Фільм був висунутий Китаєм на премію «Оскар-2016» у номінації «найкращий фільм іноземною мовою».

## У ролях
- Шаофен Фенг — Чен Жен
- Шон Доу — Ян Ке
- Ба Сен Чжа Бу — Біліг
- Анкхньям Рачаа — Гасма
- Інь Чжушен — Бао Шунгі

## Визнання
| Нагороди та номінації фільму «Тотем вовка» | Нагороди та номінації фільму «Тотем вовка» | Нагороди та номінації фільму «Тотем вовка» | Нагороди та номінації фільму «Тотем вовка» | Нагороди та номінації фільму «Тотем вовка» | Нагороди та номінації фільму «Тотем вовка» |
| Рік                                        | Нагорода                                   | Категорія                                  | Номінант                                   | Результат                                  |                                            |
| ------------------------------------------ | ------------------------------------------ | ------------------------------------------ | ------------------------------------------ | ------------------------------------------ | ------------------------------------------ |
| 2015                                       | Пекінський міжнародний кінофестиваль       | Найкращий фільм                            | «Тотем вовка»                              | Номінація                                  |                                            |
| 2015                                       | Пекінський міжнародний кінофестиваль       | Найкращий режисер                          | Жан-Жак Анно                               | Перемога                                   |                                            |
| 2015                                       | Пекінський міжнародний кінофестиваль       | Найкращі спецефекти                        | Цзяньцюань Гуо, Крістіан Ражо              | Перемога                                   |                                            |
| 2015                                       | Пекінський студентський кінофестиваль      | Найкращий фільм                            | «Тотем вовка»                              | Номінація                                  |                                            |
| 2015                                       | Пекінський студентський кінофестиваль      | Найкращий режисер                          | Жан-Жак Анно                               | Перемога                                   |                                            |
| 2015                                       | Кінопремія «Золотий півень»                | Найкращий фільм                            | «Тотем вовка»                              | Номінація                                  |                                            |
| 2015                                       | Кінопремія «Золотий півень»                | Найкращий звук                             | Ґійом Бушаті та інші                       | Номінація                                  |                                            |
| 2015                                       | Кінопремія «Золотий півень»                | Найкраща робота художника                  | Ронгже Цюань                               | Номінація                                  |                                            |